# Medical Lake (Washington)
Medical Lake es una ciudad ubicada en el condado de Spokane en el estado estadounidense de Washington. En el año 2000 tenía una población de 3.758 habitantes y una densidad poblacional de 421,1 personas por km².

## Geografía
Medical Lake se encuentra ubicada en las coordenadas 47°34′17″N 117°41′0″O / 47.57139, -117.68333.

## Demografía
Según la Oficina del Censo en 2000 los ingresos medios por hogar en la localidad eran de $42.159, y los ingresos medios por familia eran $47.357. Los hombres tenían unos ingresos medios de $35.543 frente a los $23.971 para las mujeres. La renta per cápita para la localidad era de $14.874. Alrededor del 14,8% de la población estaban por debajo del umbral de pobreza.